# 베아트리체 보로메오
베아트리체 데이 프린시피 보로미오 아레스 타베나(이탈리아어: Beatrice dei Principi Borromeo Arese Taverna, 1985년 8월 18일 ~ )는 이탈리아의 언론인이자 패션 모델이다. 귀족 가정에서 태어난 그녀는 보코니 대학교와 컬럼비아 대학교를 졸업했다. 그녀는 il Fatto Quotidiano, 뉴스위크 및 더 데일리 비스트의 저널리스트가 되었다. 그녀는 또한 Rai 2의 Ano Zero 방송 저널리스트로 일했고 Radio 105 Network의 주간 쇼를 진행했다. 그녀는 2015년 모나코 공녀 카롤린의 아들인 피에르 카시라기와 결혼했고 두 아들을 두었다. 모델로서 그녀는 2021년 디올의 대사가 되었다.

## 같이 보기
- 보로메오가
- 보로메오 고리